# Stipa petriei
Stipa petriei är en gräsart som beskrevs av John Buchanan. Stipa petriei ingår i släktet fjädergrässläktet, och familjen gräs. Inga underarter finns listade i Catalogue of Life.